# Коломенское (Крым)
Коло́менское (до 1948 года нас. пункт с-за им. 15 лет ВЛКСМ; укр. Коломенське, крымскотат. Kolomenskoye, Коломенское) — село в Советском районе Республики Крым, входит в состав Чапаевского сельского поселения (согласно административно-территориальному делению Украины — Чапаевского сельского совета Автономной Республики Крым).

## Население
| 2001 | 2014 |
| ---- | ---- |
| 305  | ↘197 |

Всеукраинская перепись 2001 года показала следующее распределение по носителям языка
| Язык             | Процент |
| ---------------- | ------- |
| русский          | 75.74   |
| крымскотатарский | 21.97   |
| украинский       | 1.97    |

### Динамика численности
- 1989 год — 286 чел.[10]
- 2001 год — 305 чел.[11]
- 2009 год — 271 чел.[12]
- 2014 год — 197 чел.[13]

## Современное состояние
На 2017 год в Коломенском числится 3 улицы — К.Ганина, Н.Курченко и Садовая; на 2009 год, по данным сельсовета, село занимало площадь 80,7 гектара на которой, в 90 дворах, проживал 271 человек. В селе действует фельдшерско-акушерский пункт. Коломенское связано автобусным сообщением с райцентром и соседними населёнными пунктами.

## География
Коломенское — село в центре района, в степном Крыму, высота центра села над уровнем моря — 17 м. Ближайшие сёла — Варваровка в 2,5 км на северо-запад, Чапаевка в 2 км на юго-запад и Краснофлотское в 2,6 км на северо-восток. Райцентр Советский — примерно в 8 километрах (по шоссе), там же ближайшая железнодорожная станция — Краснофлотская (на линии Джанкой — Феодосия). Транспортное сообщение осуществляется по региональной автодороге 35Н-568 от шоссе 35Н-581 Советский — Пруды — Зыбины (по украинской классификации — С-0-11410).

## История
Впервые упоминается в указе Президиума Верховного Совета РСФСР от 18 мая 1948 года, согласно которому безымянный населённый пункт совхоза имени 15 лет ВЛКСМ переименовали в Коломенское. 26 апреля 1954 года Крымская область была передана из состава РСФСР в состав УССР. Время включения Чапаевский сельсовет пока не установлено: на 15 июня 1960 года село уже числилось в его составе. Указом Президиума Верховного Совета УССР «Об укрупнении сельских районов Крымской области», от 30 декабря 1962 года Советский район был упразднён и село присоединили к Нижнегорскому. 8 декабря 1966 года Советский район был восстановлен и село вновь включили в его состав. По данным переписи 1989 года в селе проживало 286 человек. С 12 февраля 1991 года село в восстановленной Крымской АССР, 26 февраля 1992 года переименованной в Автономную Республику Крым. С 21 марта 2014 года в составе Крыма аннексировано Россией.

### Интересный факт
Коломенское, фактически, находится на месте старинного села Черкез-Тобай, которое в 1945 году было переименовано в Чапаевку; в свою очередь Чапаевка находится на месте населённого пункта совхоза им. 15 лет ВЛКСМ. Путаница, возможно, возникла в процессе переименований сёл, опустевших после войны и вновь заселённых выходцами из других областей, плохо ориентировавшихся в местных реалиях.